# Arundel marbles

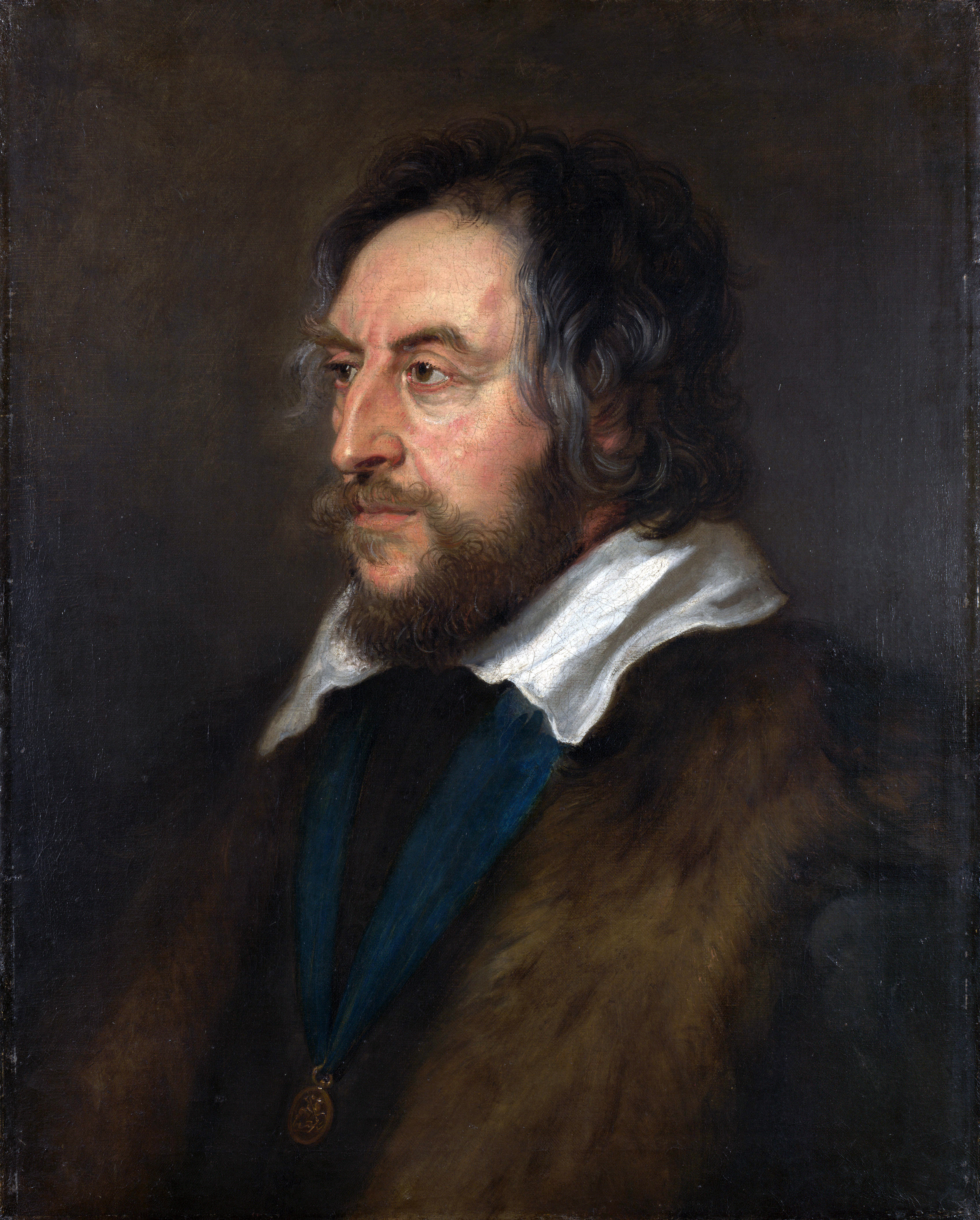
Thomas Howard, conte di Arundel, collezionista.

Gli Arundel marbles (marmi Arundel) sono una collezione di sculture greche antiche e di epigrafi realizzata da Thomas Howard, XXI conte di Arundel agli inizi del XVII secolo, la prima del genere in Inghilterra. Oggi è esposta all'Ashmolean Museum di Oxford al quale è stata donata in due momenti diversi.

## Storia
La maggior parte della collezione è stata un dono fatto dal nipote di Arundel, Henry Howard, VI duca di Norfolk nel 1667, dietro suggerimento di John Evelyn e John Selden. Il resto fa parte di una seconda donazione del 1755, quando lo stravagante secondo conte di Pomfret vendette a sua madre,  Henrietta Luisa, contessa di Pomfret, gli oggetti che erano stati a casa sua a Easton Neston e lei li donò all'Ashmolean Museum, dove sono a volte chiamati marmi Pomfret.
Il conte di Arundel aveva supervisionato degli scavi a Roma e inviato i suoi agenti nel Mediterraneo orientale, soprattutto a Istanbul. Il conte espose le sue collezioni senza pari all'Arundel House, a Londra, e un pezzo che suo nipote non lasciò nella raccolta, un bassorilievo del II secolo proveniente da Efeso, è in mostra nella galleria del XVII secolo al Museum of London.
Alcune di queste non sono opere d'arte, ma importanti epigrafi, le prime in greco che apparvero in Inghilterra, dalle quali gli storici hanno potuto confermare molte date della storia greca. Tra di esse vi è la Parian Chronicle, scritta intorno al 263 a.C., così chiamata perché trovata a Paros, che riporta date greche dal 1582 a.C. fino al 354 a.C. Tra i pezzi eccezionali vi è un bassorilievo che mostra parti del corpo umano e braccia tese: avambraccio con mano, piede, pugni chiusi e dita usate, in quel periodo della Magna Grecia, come unità di misura standard. Un altro importante pezzo della collezione di Arundel è la cosiddetta testa Arundel, una scultura ellenistica in bronzo, di un drammaturgo o re, proveniente dall'Asia Minore, ora esposta al British Museum.
Gli Arundel marbles vennero catalogati già nel 1628, quando, su suggerimento di Sir Robert Bruce Cotton, John Selden compilò un catalogo: Marmora Arundeliana assistito da Patrick Young e  Richard James. Nel 1763 Richard Chandler pubblicò una bella edizione delle iscrizioni contenute nelle epigrafi dal titolo Arundelian Marbles, Marmora Oxoniensia con una traduzione latina e una serie di suggerimenti per completare le lacune esistenti in alcune frasi.